# Institut supérieur d'ingénierie de la conception
L'Institut Supérieur d'Ingénierie de la Conception (InSIC) est une école d'ingénieurs située dans la ville de Saint-Dié-des-Vosges en France.

## Description
Il s'agit d'un Groupement d'intérêt public (GIP). L'école est un établissement de l'Institut Mines-Télécom, en raison de la participation de l'école nationale supérieure des mines d'Albi-Carmaux (Tarn), associée à l'école nationale supérieure des mines de Nancy.
L'Institut propose deux formations :
- La première est la formation d'ingénieur de Mines de Nancy spécialité Génie Mécanique parcours Ingénierie de la conception en partenariat avec l'ITII Lorraine.
- La deuxième est le parcours Conception Produit du Master Design de l'Université de Lorraine[2].

Toutes les deux sont en étroite collaboration avec l'industrie.
Les travaux de recherche, qui constituent la deuxième moitié de l'activité de l'Institut, sont menés pour apporter des solutions ou alternatives à des problèmes technologiques et économiques identifiés par des partenaires industriels des secteurs de la mécanique et de la plasturgie. Les activités de recherche concernent plus particulièrement les méthodes avancées de modélisation, de conception et de fabrication appliquées à l'outillage et aux produits industriels.

## Relations industrielles
Les partenaires industriels de la formation d'ingénieur sont en particulier :
- l'Union des Industries et Métiers de la Métallurgie
- La Fédération des Industries de la Mécanique
- La Fédération de la Plasturgie
- Le Syndicat National du Caoutchouc et des polymères
- Des groupes industriels leaders de secteur et des PMI lorraines innovantes.

La formation de l'Institut repose fondamentalement sur le partenariat industriel. L'Institut s'est donné pour mission :
- De recueillir, d'analyser et d'identifier les attentes des entreprises en matière de recrutement, de formation continue, d'innovation et de développement technologique. Ceci dans le domaine de la conception de produit et de la conception d'outillage pour les procédés de mise en forme des secteurs de la mécanique, de la plasturgie et également des autres matériaux : caoutchouc, bois, verre, et céramiques.

- De formuler et de promouvoir les meilleurs offres du GIP-InSIC pour :

1. Le recrutement d'ingénieurs et cadres "en Conception".
2. La formation initiale en ingénierie de la conception.
3. La formation continue en entreprises.
4. La recherche appliquée à des problèmes industriels.
5. L'accompagnement technologique d'entreprises dans des programmes d'innovation ou de développement technologiques, par le biais de projets ou de stages.

## Bureau des étudiants
Le bureau des étudiants du GIP-InSIC est une association enregistrée sous le nom d'Indygo, elle a été créée en 2001 par la deuxième promotion de l'école. Celle-ci organise différents événements qui rythment la vie étudiante de l'école et de la ville de Saint-Dié-des-Vosges, avec la mise en place de clubs de sport (rugby, tennis...), l'organisation du Gala, l'organisation de soirées et séjours internes et externes à l'école.
Le BDE contribue à l'installation des locaux pour le passage du Festival international de géographie. Le bureau des étudiants est fier d'avoir participé aux "24h de Stan" de l’ENSAIA-Nancy et d'y avoir remporté différents prix, dont celui du plus beau char plusieurs années d'affilée.